# Yalova (provincie)
Yalova is een provincie in het noordwesten van Turkije, aan de oostkust van de Zee van Marmara. De provincie is 403 km² groot en heeft 168.593 inwoners (2000). De hoofdstad is het gelijknamige Yalova. Qua oppervlakte is Yalova de kleinste provincie van Turkije. Het splitste in 1995 van de provincie Istanbul af, waarvan het sinds 1930 een district was. Voor 1930 was het gebied rond Yalova een district van de provincie Kocaeli. 

## Bestuurlijke indeling

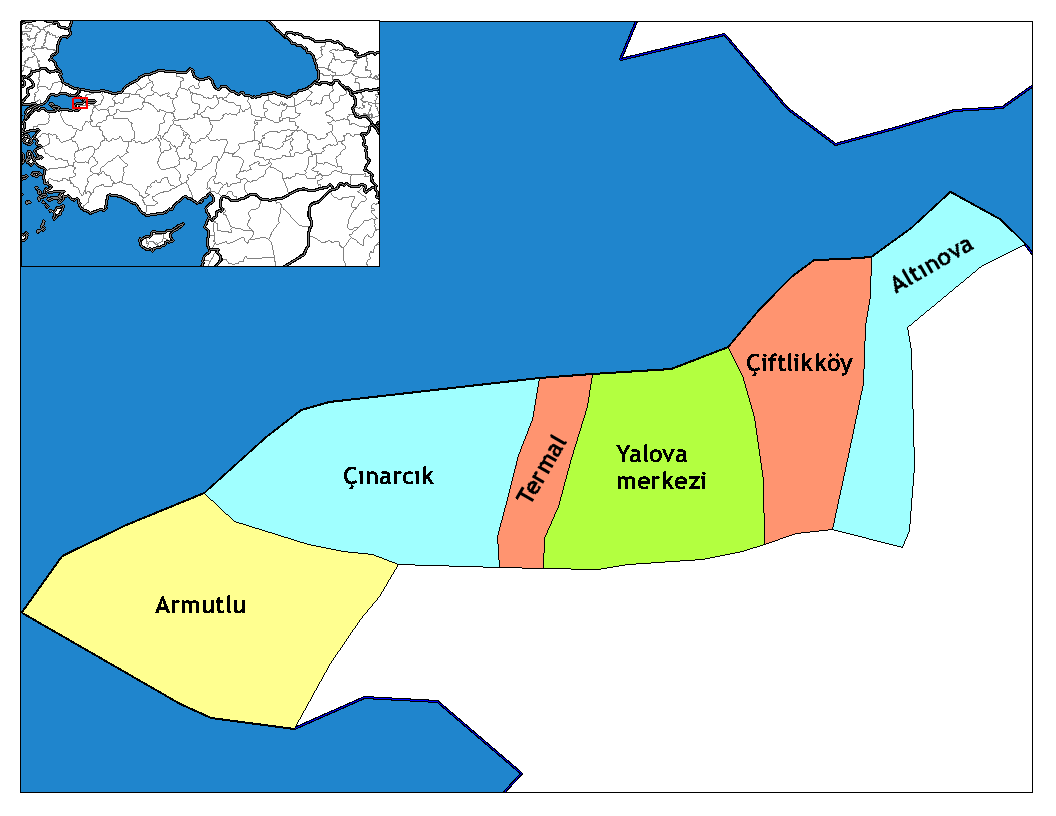
Districten van Yalova

### Districten
De provincie bestaat uit de volgende zes districten:
| - Altınova - Armutlu - Çiftlikköy | - Çınarcık - Termal - Yalova |

## Bekende personen uit de provincie Yalova
- Şebnem Ferah (Yalova), rockzangeres die landelijk grote bekendheid kreeg in 1996.